# Wladimir Alexandrowitsch Antonow-Owsejenko

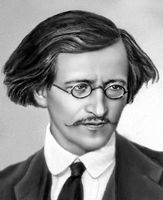
Antonow-Owsejenko (vor 1937)

Wladimir Alexandrowitsch Antonow-Owsejenko (russisch Владимир Александрович Антонов-Овсеенко, ukrainisch Володимир Олександрович Антонов-Овсієнко Wolodymyr Oleksandrowytsch Antonow-Owsijenko; * 9. Märzjul. / 21. März 1883greg. in Tschernigow, Gouvernement Tschernigow, Russisches Kaiserreich; † 8. oder 11. Februar 1938 in Moskau, Sowjetunion) war ein sowjetischer Militärbefehlshaber, später Diplomat und ein Opfer des Stalinismus.

## Jugend und Anfangsjahre der revolutionären Tätigkeit
Antonow-Owsejenko war ukrainischer Abstammung und wurde in eine Offiziersfamilie geboren. Gemäß der Familientradition schloss er 1901 eine Kadettenschule in Woronesch ab und ließ sich in Sankt Petersburg an der Nikolai-Militäringenieur-Fachschule einschreiben. Jedoch bereits innerhalb eines Monats wurde er von der Fachschule verwiesen, da dieser sich geweigert hatte, den Eid auf den Zaren abzulegen. Im gleichen Jahr wurde er in die Wladimir-Infanterie-Fachschule in Woronesch aufgenommen und schloss sie 1904 im Rang eines Fähnrichs ab. Während seiner Militärausbildung Ende des Jahres 1902 schloss er sich der Russischen Sozialdemokratischen Arbeiterpartei an, die eine Vorläuferin der Kommunistischen Partei in Russland war. 1904 wurde er nach Warschau zum 40. Kolywanski-Infanterieregiment abkommandiert, wo er eine militärrevolutionäre Organisation gründete, die der Sozialdemokratischen Arbeiterpartei unterstand.
Er widersetzte sich einer Versetzung in den Fernen Osten, desertierte aus der Armee und wurde einer der Organisatoren der Militärrevolte in Polen während der Revolution von 1905. Nach der Aufspaltung der Arbeiterpartei in die Bolschewiki und Menschewiki, schloss er sich den Letzteren an und fuhr nach Sankt Petersburg, wo er sich an mehreren Aufständen beteiligte. Er wurde mehrmals verhaftet, jedoch immer nach wenigen Wochen Haft entlassen. Seit Mai 1905 befand er sich auf der Krim in der Stadt Sewastopol, wo er illegal eine Zeitung Soldat herausgab. Antonow-Owsejenko wurde dort im Juni 1906 verhaftet und unter einem seiner Pseudonyme im Mai 1907 zum Tode verurteilt, die dann in 20 Jahre Zuchthaus umgewandelt wurde. Aber bereits nach wenigen Wochen gelang ihm die Flucht.

## Das Leben als Berufsrevolutionär
Nach der Flucht setzte er in Finnland seine revolutionäre Tätigkeit fort, übersiedelte dann nach Moskau, wo er 1908–1909 an der Gründung mehrerer revolutionärer Kreise und Klubs aktiv beteiligt war. Antonow-Owsejenko wechselte mehr als zehnmal seine Identität, legte sich ein Dutzend Pseudonyme zu, unter anderem nannte er sich Nikita, Stefan Doljnizki, Styk, Anton Galjski, Anton G., A. S. Kabanow. 1909 wurde er zweimal festgenommen, nach sechs Monaten Untersuchungshaft aus dem Gefängnis entlassen und im Februar 1910 emigrierte er nach Paris. Nach dem Beginn des Ersten Weltkriegs schloss er sich dem internationalistischen Flügel seiner Partei an, der gegen den Krieg protestierte. Das führte dazu, dass er offen die Position der bolschewistischen Führung und Lenins zu seiner eigenen machte und sich immer mehr von der menschewistischen Partei distanzierte.

## Revolution und Bürgerkrieg
Im Mai 1917 kehrte er aus dem Exil nach Russland zurück und schloss sich den Bolschewiki in Petrograd an. Er wurde Mitglied der militärischen Organisation beim Zentralkomitee der bolschewistischen Partei und wurde mit dem Auftrag nach Finnland geschickt, unter den Matrosen der Baltischen Flotte und den Soldaten der Nordfront eine aktive Propaganda gegen den Ersten Weltkrieg zu betreiben. Gleichzeitig war er einer der Redakteure der Zeitung Wolna (deutsch: Welle). Nach dem Verbot der Bolschewiki durch die Provisorische Regierung wurde er festgenommen und saß einen Monat in Haft, zusammen mit anderen prominenten Kommunisten, während Lenin sich nach Finnland absetzte. Antonow-Owsejenko wurde am 4. September gegen Kaution aus der Haft entlassen. Während der Wirren, die der Oktoberrevolution vorangingen, wurde er zum Kommissar des Matrosenverbandes ZENTROBALT ernannt, mit der Zuständigkeit für das finnische Gouvernement. Am 30. September wählte man ihn zum Mitglied des finnischen Büros der bolschewistischen Partei. Mitte Oktober wurde er zuerst ins Exekutivkomitee des Kongresses der Räte des russischen Nordens und wenige Tage später zum Sekretär des Petrograder Militärrevolutionären Komitees gewählt.
Ab dem 24. Oktober war er Mitglied des mobilen Stabes des Militärrevolutionären Komitees und einer der Kommandeure der Erstürmung der Zarenresidenz, des Winterpalais am 26. Oktober. Nachdem er seine Entschlossenheit mit der Gefangensetzung der Provisorischen Regierung unter Beweis gestellt hatte, wurde er in das Militärkomitee des Rats der Volkskommissare im Rang eines Volkskommissars gewählt und stieg schnell in hohe Positionen der Roten Armee auf. Im November/Dezember 1917 war er Kommandeur des Petrograder Militärbezirks, aktiver Organisator der Zerschlagung des Aufstandes von Krasnow und Kerenski. Die damalige Lage war unübersichtlich und sehr gefährlich. Am 28. November wurde Antonow-Owsejenko in Petrograd von Weißgardisten auf der offenen Straße aufgegriffen, die ihn nur deswegen nicht erschossen, weil sie sich einen Tausch seiner Person gegen 50 verhaftete Gesinnungsgenossen versprachen. Am nächsten Tag wurde er durch die Vermittlung eines amerikanischen Journalisten von den Matrosen befreit.
Vom Dezember 1917 bis März 1918 war er Chef sowjetischer Truppen, die gegen den Aufstand des zaristischen Generals Kaledin und die Armee des neu entstandenen Staates der Ukraine kämpften, dessen Gebiet durch den Friedensvertrag von Brest-Litowsk von Russland befreit worden war. Antonow-Owsejenko sollte einen Partisanenkrieg gegen die Besatzer einleiten. Dieser Versuch schlug allerdings fehl. Er war seit März 1918 Oberbefehlshaber sowjetischer Truppen des Südens Russlands, seit Mai 1918 Mitglied des Obersten Militärrates, im September und Oktober Koordinator mehrerer Roter Armeen und seit November 1918 Befehlshaber der militärischen Sondergruppe, deren Ziel die Eroberung von Kursk war, gleichzeitig war er Kommandeur der sowjetischen Armee in der Ukraine. Vom September 1918 bis Mai 1919 war er Mitglied des Revolutionären Kriegsrates der Republik, ab Januar 1919 Kommandeur der Ukrainischen Front und Volkskommissar für militärische Angelegenheiten der Ukraine. Nach der Auflösung der Ukrainischen Front und der Neuschaffung der 14. Armee wurde er Mitglied des Militärrates dieser Armee. Von 1918 bis 1919 führte Antonow-Owsejenko eine siegreiche Kampagne gegen ukrainische Nationalisten und Truppen der Weißen Armee. Während dieser Kampagne befahl Antonow-Owsejenko die Hinrichtung des zaristischen Generals Paul von Rennenkampff, nachdem er sich weigerte, den Bolschewiki zu dienen und eine kommunistische Einheit der Roten Armee zu führen.
In der Zwischenzeit betätigte sich Antonow-Owsejenko auf diplomatischem Gebiet. Er war Ende August bis Anfang September 1918 Leiter der sowjetischen Delegation bei den Verhandlungen mit dem Deutschen Reich in Berlin, wo es um die mögliche Beteiligung der deutschen Truppen im Kampf gegen die Engländer im europäischen Teil Russlands auf der Seite der Roten Garden ging (siehe auch: Unternehmen Schlußstein). Die englischen Streitkräfte marschierten Mitte 1918 in mehrere Städte und Gebiete im Norden Russlands ein, mit dem Ziel, die bolschewistische Revolution zu bekämpfen. Die Verhandlungen kamen zu keinem Ergebnis und wurden abgebrochen.
Vom Oktober 1919 bis April 1920 war er Vorsitzender des Exekutivkomitees des Tambower Gebiets. Von April 1920 bis Februar 1921 war er Mitglied mehrerer sowjetischer Verwaltungsorgane, darunter des Volkskommissariats für Arbeit und Beschäftigung, des Volkskommissariats des Inneren und stellvertretender Vorsitzender des Kleinen Rates der Volkskommissare der Russischen Sozialistischen Föderativen Sowjetrepublik (RSFSR). Im Februar 1921 wurde er wieder nach Tambow entsandt, wo er als Vorsitzender der Sonderkommission zur Bekämpfung von Feinden der Sowjetmacht im Tambower Gouvernement zusammen mit Tuchatschewski den örtlichen Bauernaufstand von Tambow gegen das Sowjetregime von 1920 bis 1921 unterdrückte.

## 1922–1937

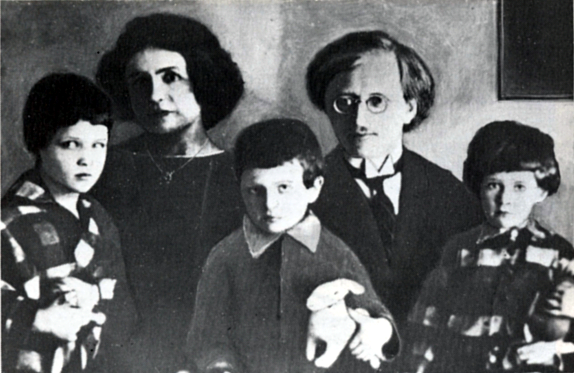
Wladimir Alexandrowitsch Antonow-Owsejenko mit Familie (Prag, 1925)

Von 1922 bis 1924 war er Chef der Politabteilung des Militärrates Sowjetrusslands, ab 23. August 1923 der UdSSR. Auf diesem Posten war er einer der Initiatoren der Gründung der Militärzeitung Krasnaja Swesda (Roter Stern), die bis heute das Sprachrohr des Verteidigungsministeriums ist. Im Verlauf des Jahres 1923 schrieb er drei Briefe an das Politbüro der Russischen Kommunistischen Partei der Bolschewiki, in denen er offen Kritik an der Führung der Partei, vor allem an Stalin und Kamenew übte. Während der Zwanzigerjahre rückte er politisch sehr nahe an Leo Trotzki. Mit dessen zunehmendem Machtverlust verlor auch der ehemalige Bürgerkriegsheld an politischer Bedeutung. Man hatte ihm den sogenannten Fraktionismus vorgeworfen, ihn aller möglichen Sünden beschuldigt und 1925 von all seinen Posten im Zentralkomitee entbunden. Bereits ein Jahr vorher wurde Antonow-Owsejenko auf die diplomatische Arbeit abgeschoben, zuerst 1924 bis 1928 als Botschafter in der Tschechoslowakei und danach in Litauen und Polen, wo er eine große Rolle bei dem Abschluss des polnisch-sowjetischen Nichtangriffsvertrages (1932) spielte.
1934 schien sich seine Karriere allerdings wieder zu erholen, als er zum Oberstaatsanwalt der RSFSR berufen wurde. Zwischen 1936 und 1937 diente er als Sondergesandter der Sowjetunion in Barcelona. Dort koordinierte er die Zusammenarbeit mit den Republikanern im Spanischen Bürgerkrieg. Danach wurde er 1937 völlig unerwartet zum Volkskommissar für Justiz der RSFSR ernannt, blieb jedoch nur wenige Monate auf diesem Posten, da er schon bald während des Großen Terrors verhaftet wurde. Nach einem Schauprozess wurde er, einer der wichtigen Kämpfer für die Etablierung und Erweiterung der Sowjetmacht, als angeblicher Verräter durch Erschießung hingerichtet. Im Zuge der Entstalinisierung wurde er 1956 postum rehabilitiert. Sein Sohn Anton Antonow-Owsejenko (1920–2013) wurde Historiker und veröffentlichte in den 1980er Jahren das Buch „Stalin. Porträt einer Tyrannei“.

## Schriften
- Pod wympelom Oktjabrja. Moskau, 1923. (deutsch: Unter dem Wimpel des Oktober)
- Stroiteljstwo Krasnoi Armii v Revoljuzii. Moskau, 1923. (deutsch: Der Aufbau der Roten Armee während der Revolution)
- Sapiski o graschdanskoi voine. 4 Bde. Moskau, 1924–1933. (deutsch: Aufzeichnungen über den Bürgerkrieg)
- W semnadzatom godu. Moskau, 1933. (deutsch: Im Jahre Siebzehn)
- W revoljuzii. Moskau, 1957. (deutsch: In der Revolution)